# Preobraženje
Preobraženje (en serbe cyrillique : Преображење) est un village de Serbie situé sur le territoire de la Ville de Vranje, district de Pčinja. Au recensement de 2011, il comptait 34 habitants.

## Démographie
| 1948 | 1953 | 1961 | 1971 | 1981 | 1991 | 2002 | 2011 |
| ---- | ---- | ---- | ---- | ---- | ---- | ---- | ---- |
| 272  | 272  | 227  | 188  | 130  | 77   | 69   | 34   |

|  |